# De apostolske Fædre
De apostolske Fædre er betegnelsen for en samling kristne skrifter fra tiden omkring år 90 til 150 e.Kr., den såkaldte 'efterapostolske tid'. Forfatterne til disse tekster anses for at have stået grundlæggerne af de første kristne menigheder nær. Skrifterne er, næst efter de nytestamentlige breve, det ældste skriftlige vidnesbyrd om de tidlige kristne menigheder. Skrifterne skal ikke forveksles med de nytestamentlige skrifter ej heller de nytestamentlige apokryfer.
Betegnelsen 'De apostolske Fædre' går tilbage til slutningen af 1600-tallet hvor skrifterne første gang blev udgivet samlet, dog uden Diognetbrevet og Didake – sidstnævnte blev først fundet i 1873.

## Indhold
'De apostolske Fædre' består af følgende bøger (officielle forkortelser i parentes):
- De tolv apostles lære eller Didaké (Did.)
- Første Klemensbrev (1.Klem.)
- Andet Klemensbrev (2.Klem.)
- Ignatius' breve
  - Ignatius' brev til menigheden i Efesos. (Ign.Ef.)
  - Ignatius' brev til menigheden i Magnesia (Ign.Magn.)
  - Ignatius' brev til menigheden i Tralles (Ign.Trall.)
  - Ignatius' brev til menigheden i Rom (Ign.Rom)
  - Ignatius' brev til menigheden i Filadelfia (Ign.Filad.)
  - Ignatius' brev til menigheden i Smyrna (Ign.Smyrn.)
  - Ignatius' brev til Polykarp (Ign.Polyk.)
- Polykarps brev (Polyk.)
  - Polykarps martyrium (Polyk.mart.)
- Barnabasbrevet (Barn.)
- Diognetbrevet (Diogn.)
- Hermas Hyrden (Herm.)

I nogle udgaver medtages også:
- Papias-fragmenterne
- Kvadratus-fragmentet

## Bøger
- De apstolske Fædre – i dansk oversættelse med indleninger og noter, Red.: Niels Jørgen Cappelørn, Niels Hyldahl, Bertil Wiberg. Det danske Bibelslskab, København 1985 ISBN 87-7523-244-8